# Gabriella Cilmi
Gabriella Lucia Cilmi (n. 10 octombrie 1991, Melbourne) este o cântăreață de muzică pop-rock și compozitoare din Australia.
Cilmi a semnat un contract cu Island Records la vârsta de treisprezece ani. Înainte de a împlini șaisprezece ani, Cilmi a cântat alături de muzicienii Mutya Buena și Nouvelle Vague, a înregistrat pentru coloanele sonore ale filmelor Hating Alison Ashley și Echo Beach și a avut câteva apariții la posturile de televiziune din Australia și Regatul Unit. Ulterior, Cilmi a început înregistrările la primul ei material discografic.
Albumul de debut al interpretei, intitulat Lessons to Be Learned (2008), s-a dovedit a fi un succes, obținând poziții înalte în clasamentele de specialitate din țările anglofone. Discul a fost bine primit de către critici, care au apreciat felul în care sunt îmbinate genurile pop, jazz și rhythm and blues, iar presa din Regatul Unit a apreciat „talentul uriaș” pe care îl are Cilmi, numind-o „Noua Amy Winehouse”.
Cel de-al doilea album de studio al Gabriellei Cilmi, intitulat Ten a fost lansat la data de 22 martie 2010, conținutul său fiind puternic influențat de stilul formației americane de muzică new wave Blondie. Pentru a promova noul material discografic, Gabriella Cilmi a lansat un disc single în avans, pe parcursul lunii ianuarie 2010, intitulat „On a Mission”
După o perioadă de doi ani de pauză, Gabriella Cilmi revine în toamna anului 2013 cu cel de-al treilea album de studio al său, intitulat The Sting, o colecție de douăsprezece cântece aflate la granița dintre pop, soul și blues.

## Biografie

### Copilăria și primele activități muzicale (1991 — 2008)
Gabriella Lucia Cilmi s-a născut la data de 10 octombrie 1991 în Dandenong, o suburbie a orașului Melbourne, fiind primul copil al Paulei și al lui Joe Cilmi, creștini catolici originari din Calabria, Italia. Gabriella are un frate mai mic numit Joseph. Cilmi a studiat la Colegiul de fete Sacred Heart, iar în prezent își urmează cursurile prin poșta electronică. Încă de la o vârstă fragedă, Gabriella și-a arătat interesul pentru muzică. A ascultat genuri diverse, de la jazz-ul Ninei Simone la muzica rock a cântăreței Janis Joplin sau a formațiilor Led Zeppelin și Sweet. În ciuda vocii sale remarcabile, profesorii lui Cilmi i-au spus că îi lipsește tehnica necesară unui cântăreț profesionist. Gabriella a cântat o perioadă împreună cu o formație, alături de care a înregistrat versiuni cover ale unor cântece de Janis Joplin, Led Zeppelin, Jet sau Silverchair, dar a înregistrat și câteva piese proprii, create de către Barbara și Adrian Hannan, producători ai companiei australiene The SongStore.
În anul 2004, cântăreața i-a captat atenția lui Michael Parisi, producătorul casei de discuri Warner Music Group, interpretând piesa „Jumpin' Jack Flash” a formației Rolling Stones în cadrul unui festival din Italia. La vârsta de treisprezece ani, Cilmi a călătorit alături de Adrian Hannan în Statele Unite ale Americii și Regatul Unit. Va semna un contract cu casa de înregistrări Island Records pentru zona Regatului Unit. Cilmi a compus, alături de Barbara și Adrian Hannan, cântecele „Don't Tell Me” și „Sorry”, care au apărut pe coloana sonoră a filmului Hating Alison Ashley. În decembrie 2007, cântăreața a înregistrat o piesă intitulată „Sanctuary”, care a fost inclusă pe coloana sonoră a filmului St Trinian's.
Datorită faptului că managerul formației britanice Sugababes, Cassandra Gracey, o reprezintă și pe Cilmi, interpreta a avut oportunitatea de a cânta alături de Mutya Buena, fostă componentă a acestui grup, la clubul Jazz Café din Londra în 2007. Cântăreața a debutat la televiziunea din Regatul Unit la data de 14 decembrie 2007, când a interpretat melodia Sweet About Me în cadrul emisiunii Later... with Jools Holland. În prima parte a anului 2008, Cilmi a reînregistrat piesa „Echo Beach” (inițial interpretată de formația canadiană Martha and the Muffins); piesa a apărut în serialul britanic Echo Beach, care a rulat în 2008. În ianuarie 2008, Cilmi l-a susținut pe Rufus Wainwright în turneul său din Australia, iar în luna februarie a concertat alături de grupul francez Nouvelle Vague în Regatul Unit.

### Debutul discografic: «Lessons to Be Learned» (2008 — 2009)

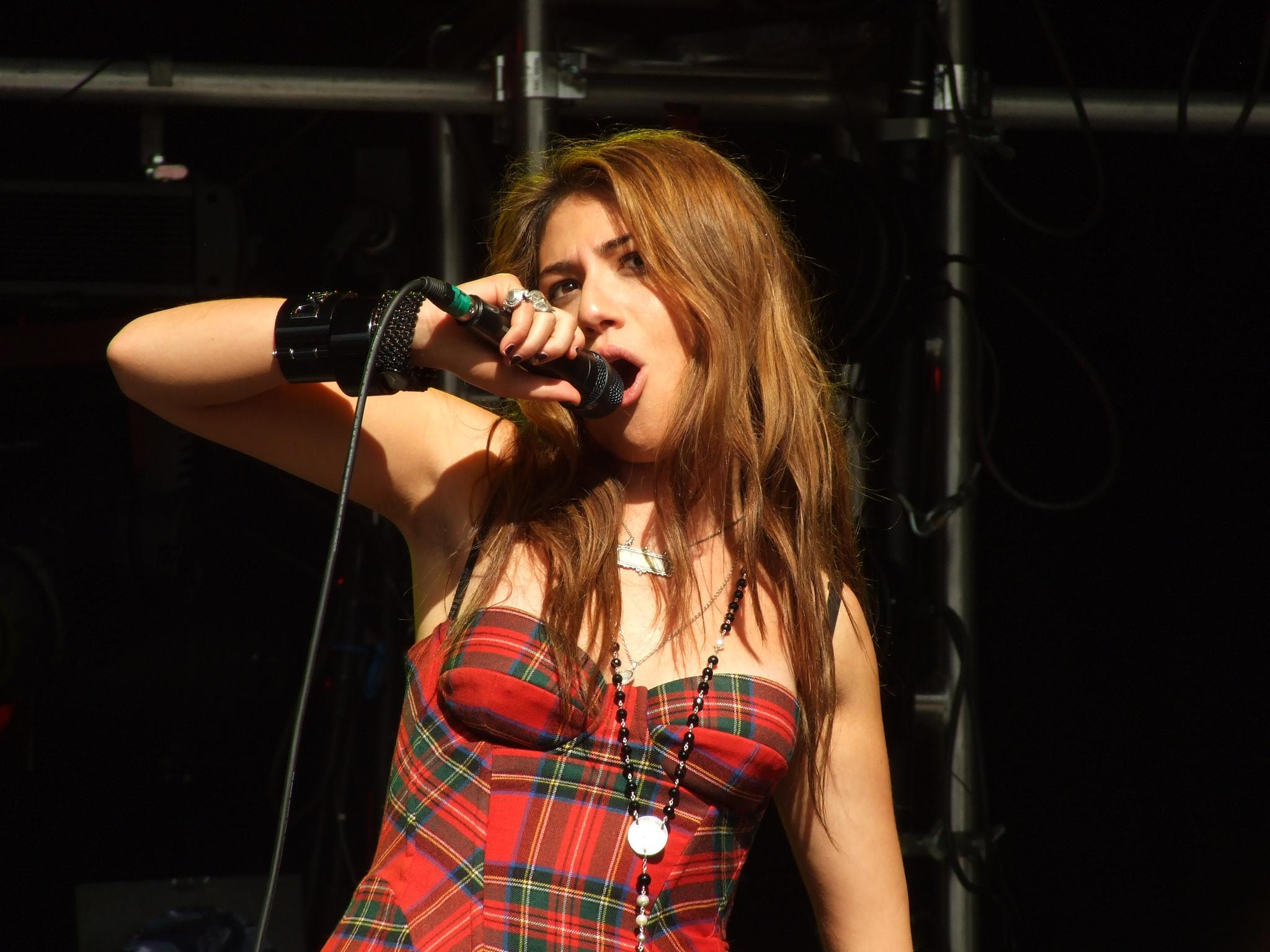
Gabriella Cilmi în concert (Anglia, 2008).

Albumul de debut al Gabriellei Cilmi a fost lansat la data de 31 martie 2008, sub reprezentarea casei de înregistrări Island Records. Acesta, intitulat Lessons to Be Learned, a fost creat de către una dintre cele mai prestigioase echipe de producători muzicali din Regatul Unit, Xenomania, iar Cilmi a contribuit la producerea celor mai multe piese de pe album. Abordarea stilistică a discului cuprinde elemente de muzică pop, jazz și R&B. Ziarele britanice au numit-o pe cântăreață o „nouă senzație”, iar vocea ei puternică i-a adus compararea cu interpretele Amy Winehouse, Duffy, Adele, Anastacia și Dusty Springfield. Albumul Lessons to Be Learned s-a dovedit a fi un succes, atingând poziții înalte în clasamentele de specialitate din țările anglofone, în Australia, și Noua Zeelandă, obținând poziții în clasamentele top 10 locale. Primul single extras de pe album, intitulat Sweet About Me, a debutat pe poziția 68 în clasamentele de specialitate britanice, obținând câteva săptămâni mai târziu poziția a șasea. Cântecul a devenit hit în Australia și Austria, țări în care a ajuns pe primele trepte ale clasamentelor. Pentru a promova compoziția, Cilmi a avut o apariție în cadrul emisiunii-matinal din Australia numită Sunrise în data de 1 aprilie 2008, fiind invitată cinci zile mai târziu în emisiunea Rove.
În lunile martie-mai 2008, Cilmi a cântat cu formația Sugababes în cadrul turneului britanic al acestora. Cântăreața a mai interpretat cu formația franceză Nouvelle Vague și alături de englezul James Blunt. Cel de-al doilea extras pe single, intitulat Don't Wanna Go to Bed Now, a fost lansat numai în Australia, obținând poziția 28. Următorul single, Save the Lies a obținut un modest loc 33 în Regatul Unit. Prin albumul Lessons to Be Learned, Gabriella Cilmi a câștigat șase premii în cadrul Premiilor ARIA („Discul single al anului”, „Cea mai bună interpretă”, „Cel mai bun album de debut”, „Cel mai bun single de debut”, „Cel mai bun album” și „Cel mai bun disc single”). Cântăreața a obținut nominalizări la categoria „Debutul anului” în cadrul Premiilor MTV Europe Music Awards și Premiilor Q. Cel de-al patrulea extras pe single, intitulat Sanctuary a început să fie promovat începând cu data de 10 noiembrie pe plan internațional. În Regatul Unit cântecul a eșuat în încercarea de a întra în clasamentele de specialitate, iar în Germania și Olanda a obținut poziții medii: locurile 67, respectiv 72.
Pe data de 24 noiembrie 2008, Cilmi a relansat albumul Lessons to Be Learned, într-o ediție „de lux”. De pe material a fost lansat cântecul „Warm This Winter”, o variantă reînregistrată a hitului anilor 1960 „I'm Gonna Be Warm This Winter” de Connie Francis. Piesa a fost lansată doar pe disc single digital, iar campania de promovare adiacentă a început la data de 15 decembrie, 2008.
Spre deosebire de melodia lui Connie Francis, care nu s-a bucurat de succes răsunător în Europa, versiunea Gabriellei a devenit rapid hit în Regatul Unit, unde a obținut poziția cu numărul 22 în clasamentele de specialitate. Începutul anului 2009 i-a adus lui Cilmi două nominalizări în cadrul a două ceremonii de renume, prima în cadrul Premiilor BRIT 2009 la categoria „Cea mai bună cântăreață pe plan internațional”, iar a doua la Premiile MTV Australia 2009, la categoria „Cel mai bun interpret național”.
La data de 31 ianuarie, 2009, Cilmi a susținut un concert înaintea începerii marii finale a turneului de tenis Australian Open 2009, care a avut loc în Melbourne, Australia. La 14 martie 2009, Cilmi a participat alături de cântăreți cu renume internațional precum Kylie Minogue sau Kings of Leon la concertul Sound Relief din Melbourne, Australia. Peste 80,000 dintre biletele alocate publicului au fost epuizate, Sound Relief devenind cel mai de succes concert din istoria Australiei.
Discul single Sweet About Me a fost promovat în S.U.A. în prima parte a anului 2009, iar albumul Lessons to Be Learned fost lansat în America de Nord în martie 2009.
La data de 3 iulie 2009 Gabriella Cilmi a concertat în România, la București, în cadrul festivalului BestFest. Recitalul său a conținut interpretări ale propriilor piese de pe albumul Lessons to Be Learned, dar și preluări ale unor șlagăre precum „Mercedes Benz”, al cântăreței Janis Joplin, sau hitul Led Zeppelin, „Whole Lotta Love”. După încheierea recitalului, Gabriella Cilmi a primit din partea casei de înregistrări Universal Music discul de aur pentru vânzările substanțiale ale albumului său de debut din România. Distincția i-a fost înmânată de animatorii postului de televiziune Kiss TV, Șerban Huidu și Dan Fințescu.

### Schimbarea genului muzical și «Ten» (2009 — 2011)

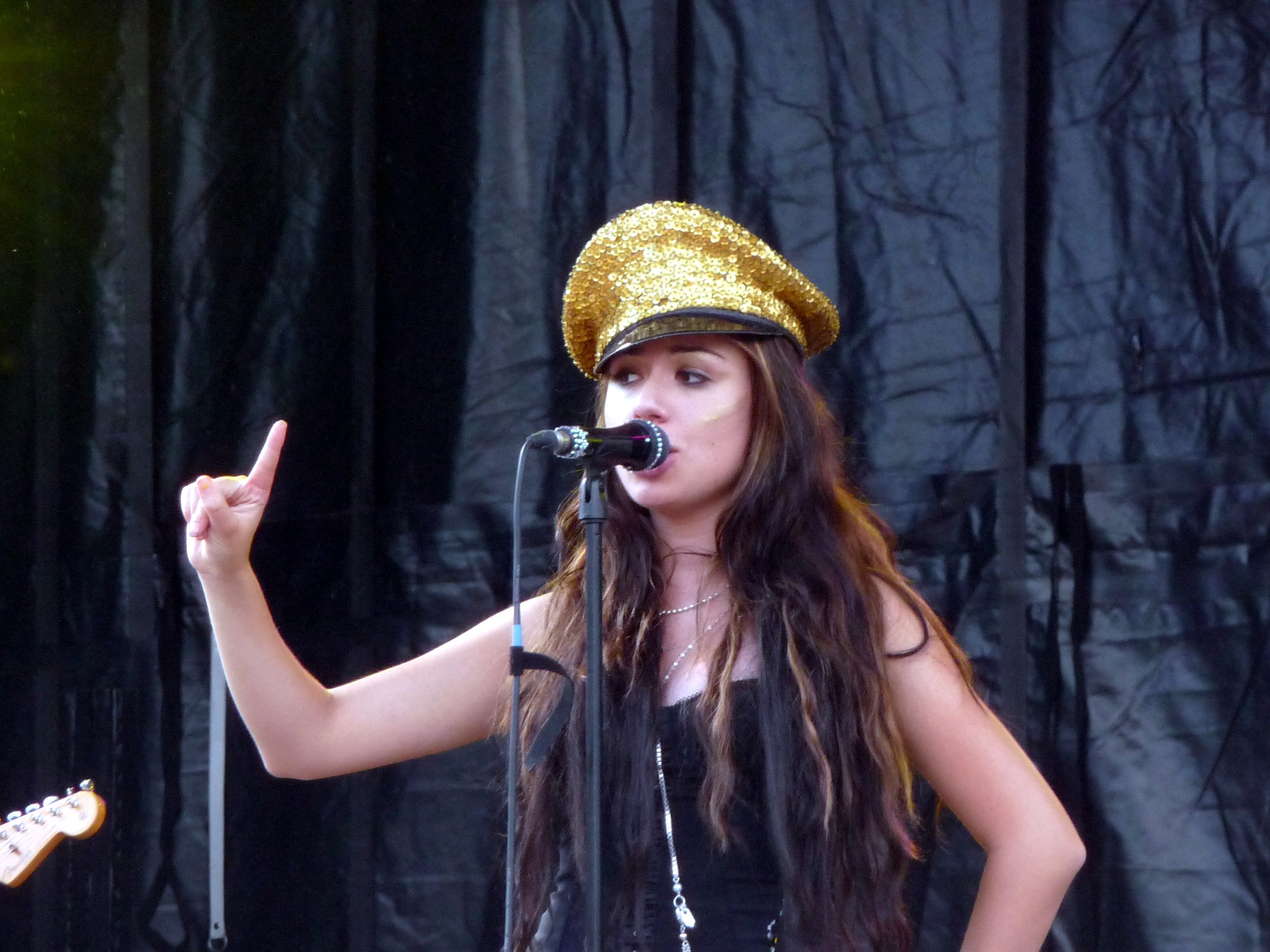
Gabriella Cilmi în concert (Franța, 2009).

Încă din prima parte a anului 2009, în timp ce promova albumul Lessons to Be Learned, Cilmi a
început să compună cântece pentru cel de-al doilea material discografic. Încercând să își diversifice muzica, interpreta a colaborat cu producătorul american Danger Mouse, membru al formației Gnarls Barkley, care a produs piese influențate puternic de stilul R&B. Într-un interviu acordat publicației britanice Digital Spy Cilmi a vorbit despre noul album, conform acesteia discul conținând „multe [compoziții] dansante, în stil funk, dar și câteva piese cu influențe disco, care îi vor face pe ascultători să danseze, având o „atingere sexy”. De asemenea, una dintre cele mai prestigioase echipe de producători muzicali din Regatul Unit, Xenomania, a colaborat cu Gabriella Cilmi în vederea înregistrării unor cântece pentru noul disc. Albumul, intitulat Ten a fost lansat la data de 22 martie 2010, conținutul său fiind puternic influențat de stilul formației americane de muzică new wave Blondie. Pentru a promova noul album, Gabriella Cilmi a lansat un disc single în avans, pe parcursul lunii ianuarie 2010. Cântecul, intitulat „On a Mission”, a stârnit aprecierea criticilor din România, care îl comparau cu șlagărele lansate de Kylie Minogue, fiind „plin de elemente electronice, care bat cumva spre un synthpop evoluat.” La scurt timp, „On a Mission” a fost numită „piesa zilei” de site-ul muzical Popjustice, videoclipul adiacent fiind aclamat pentru coregrafia „briliantă”.
Albumul Ten a primit recenzii mixte din partea criticilor de specialitate — editorii The Guardian spuneau că „în timp ce vocea Gabriellei nu sună rău, muzica este îngrozitor de generică”. De asemenea, recenzorii BBC îi apreciau glasul interpretei însă concluzionau astfel: „Ten nu ne ajută să ne dăm seama unde se află Cilmi în prezent din punct de vedere artistic”. LP-ul nu s-a bucurat de succesul comercial obținut de albumul precedent, Lessons to Be Learned; Ten a ocupat poziții medii în clasamentele anglofone — locul șaptesprezece în Australia, respectiv douăzeci și opt în Regatul Unit. Pentru a spori vânzările materialului, Gabriella Cilmi a lansat trei cântece pe disc single: piesa ritmată cu influențe disco „Hearts Don't Lie”, balada „Defender” și „Magic Carpet Ride” (o preluare după Kiki Dee). Niciuna dintre aceste piese nu s-a bucurat de succesul scontat, iar interpreta a încheiat campania de promovare a albumului Ten. Totuși, în intervalul mai-iulie 2010 Gabriella a fost aleasă de către cântăreața britanică Leona Lewis pentru a cânta în deschiderea concertelor pe care aceasta le-a susținut în Regatul Unit.

### Cel de-al treilea album de studio: «The Sting» (2012 — prezent)

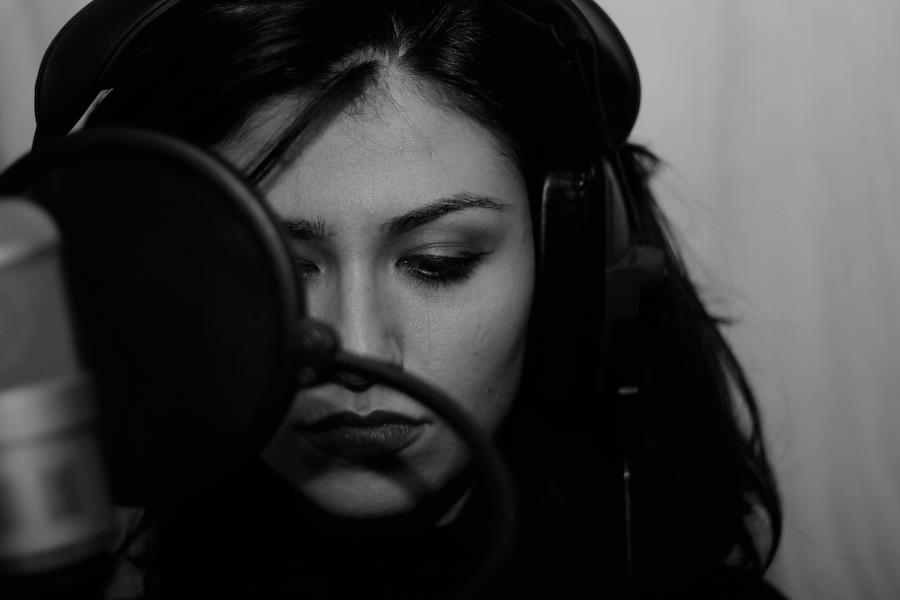
Gabriella Cilmi în studiourile de înregistrări (Londra, 2012).

În toamna anului 2010 Gabriella Cilmi a început să lucreze la cel de-al treilea album de studio din cariera sa și declara într-un interviu următoarele: „sunt foarte entuziasmată pentru că de această dată nu mă voi grăbi, voi petrece mai mult timp înregistrând discul.” De asemenea, interpreta a menționat că materialul va fi influențat de muzica blues-soul și de artiști precum Enya, Tricky sau Dolly Parton. Pentru a stârni interesul ascultătorilor, Gabriella a lansat un single promoțional la data de 20 ianuarie 2012; cântecul poartă numele „Vicious Love” și a primit recenzii favorabile, criticii spunând că este „o compoziție organică, care se potrivește mult mai bine pe vocea Gabriellei decât tot ce-am auzit în era Ten.”
În timpul înregistrărilor noului său album de studio Gabriella a vorbit deschis în presă despre discul Ten, despre care a spus că l-a înregistrat sub constrângerile casei de discuri Island Records, care-și dorea ca aceasta să promoveze o imagine mai provocatoare. De asemenea, ea a declarat pentru Herald Sun că lipsa succesului comercial a învățat-o să nu se compromită în ceea ce-i privește muzica: „A fost un fel de trezire pentru mine, m-a făcut să realizez poziția în care sunt, aceea de a înregistra tipul de album pe care-l vreau și de a lupta pentru ideile mele”. Discutând despre sesiunile de înregistrare ale celui de-al treilea disc de studio al său, Cilmi a mărturisit: „Am început prin a căuta niște sonorități care să reflecte ceea ce simțeam, eram vulnerabilă și traumatizată. Voiam să fie o transpunere sonoră a tipului neo-realist de fotografie italiană, acea strălucire a ruinelor, imaginea de după război, foarte nerafinată și sfâșietoare”.
Cel de-al treilea album de studio al Gabriellei Cilmi, intitulat The Sting, a fost lansat în noiembrie 2013 prin intermediul casei de discuri Sweetness Tunes. Materialul conține douăsprezece piese aflate la granița dintre pop, soul și blues, artista scriind versurile fiecărei compoziții, iar aranjamentul și producția au fost dirijate de britanicul Eliot James. Materialul a fost promovat prin lansarea pe single a trei cântece: balada „Sweeter in History”, piesa soul ce a dat numele albumului — „The Sting”, respectiv „Symmetry”. Deși fiecare dintre cele trei cântece a beneficiat de câte un videoclip și de sprijinul publicațiilor online de muzică din țările anglofone, niciunul nu a reușit clasări în topurile internaționale.
În aprilie 2015, Cilmi a anunțat că va forma o trupă alături de fratele ei, Joseph, care se va numi All Kings and Queens. A lansat piesa „Voodoo” în septembrie 2015.

## Stilul muzical

### Influențe
Sonoritățile auzite pe albumul Lessons to Be Learned au stârnit interesul criticii din Regatul Unit. Site-ul allmusic apreciază piesele „Messy”, „Don't Wanna Go to Bed Now” și „Save the Lies” în comparație cu muzica prezentă în concursul Eurovision 2008. „Awkward Games” și hitul „Sweet About Me” conțin influențe din muzica rhythm and blues a anilor 1950, în timp ce cântecul „Got No Place to Go” aduce cu muzica formațiilor de fete din anii 1960, conform spuselor criticului Sharon Mawer.
Jurnalistul Chris Jones de la BBC apreciază „talentul uriaș” pe care îl are cântăreața, dar blamează echipa de producție din spatele ei, care „a forțat-o pe Cilmi să cânte pe un ritm mult prea rapid pentru ea, pe care nu îl poate controla” (problema fiind vizibilă în special în cântecul „Terrifying”). Totuși, Jones apreciază felul în care Cilmi și-a pus amprenta asupra unor piese mai lente precum „Sanctuary” sau „Safer”.
Site-ul allmusic trage concluzia că Lessons to Be Learned este un material discografic destul de bun pentru un debut. Totuși, editorii precizează că îmbinarea stilistică, interpretarea cântăreței, dar și piesele în sine nu aduc nimic nou pe piața actuală.

### Vocea Gabriellei Cilmi
Deși cântăreața nu are o întindere vocală largă, timbrul ei prezintă mai mult interes pentru critică. La scurt timp după confruntarea discului Lessons to Be Learned cu piața muzicală, ziarele din Regatul Unit nu au ezitat să o compare pe Cilmi cu celebre cântărețe contemporane.
Astfel, The Sunday Times i-a dedicat cântăreței un articol principal cu un titlu sugestiv: „Este Gabriella Cilmi noua Amy Winehouse?” Într-un interviu acordat postului britanic de televiziune BBC, Cilmi a declarat: „Nu mă deranjează (comparația cu Amy Winehouse – n.n.). Albumul ei, lansat anul trecut, a fost unul dintre cele mai bune. Totuși, e plăcut să fii privit în propriul tău fel. Iar eu am început înregistrările la albumul meu înainte ca ea să îl lanseze pe al ei”.
Site-ul allmusic definește vocea cântăreței drept „o punte de legătură între Anastacia și Joss Stone”, în special prin cântecul „Save the Lies”, în care Cilmi cântă pe voci (prin supraînregistrare) într-un mod comparabil cu cel folosit de Kylie Minogue. Criticul Sharon Mawer o aseamănă pe cântăreață din punct de vedere vocal cu Duffy, datorită interpretării piesei „Sanctuary”. Acesta face o legătură între Cilmi și o mare personalitate a muzicii soul, Dusty Springfield.

## Discografie

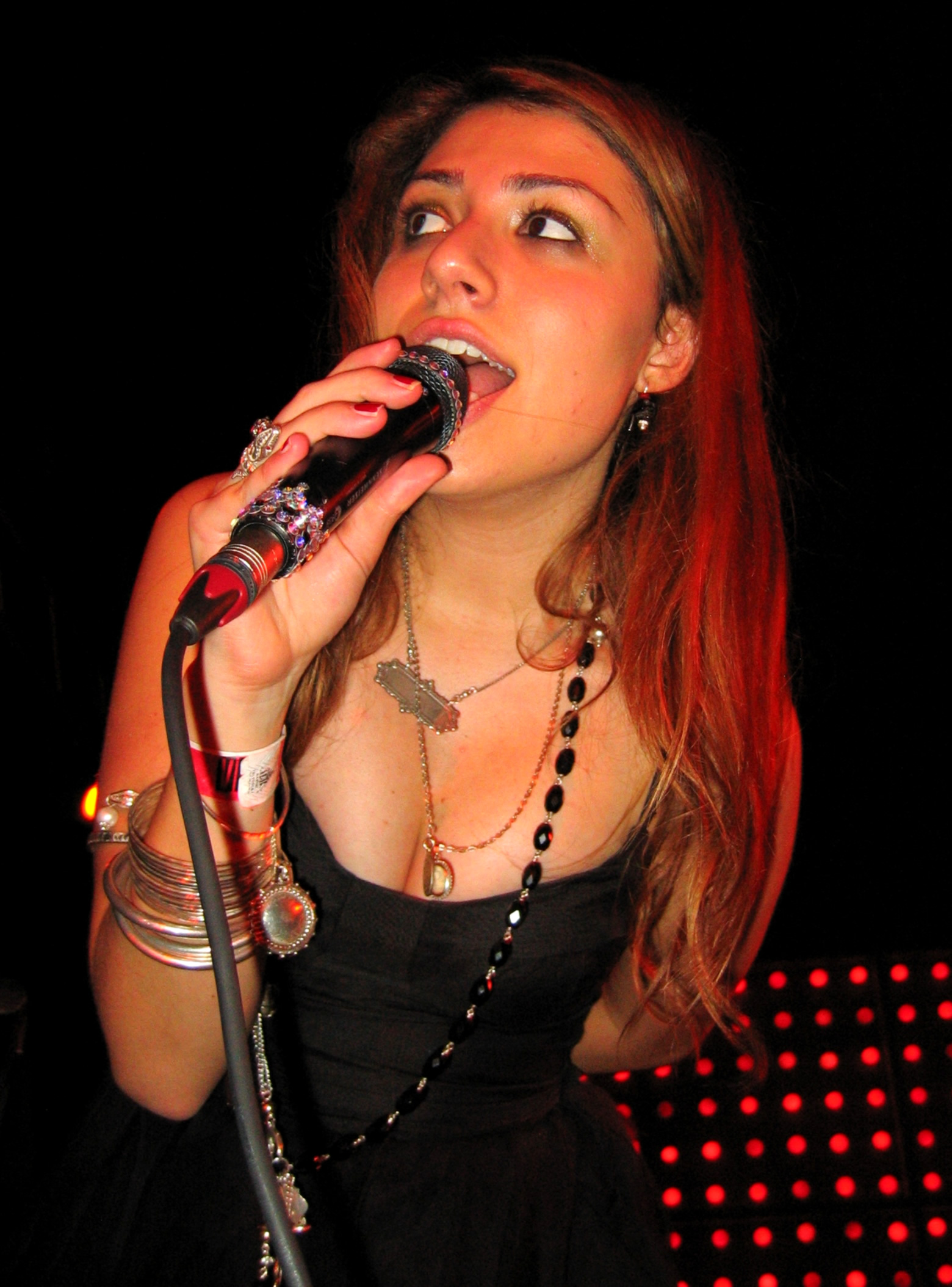
Gabriella Cilmi, noiembrie 2008

### Albume de studio
- Lessons to Be Learned (2008)
- Ten (2010)
- The Sting (2013)

## Premii și realizări
| Anul | Ceremonia                 | Categoria                                          | Rezultatul                                        |
| ---- | ------------------------- | -------------------------------------------------- | ------------------------------------------------- |
| 2008 | Premiile ARIA             | Discul single al anului (Sweet About Me)           | Câștigat                                          |
| 2008 | Premiile ARIA             | Cea mai bună interpretă                            | Câștigat                                          |
| 2008 | Premiile ARIA             | Cel mai bun album de debut (Lessons to Be Learned) | Câștigat                                          |
| 2008 | Premiile ARIA             | Cel mai bun disc single de debut (Sweet About Me)  | Câștigat                                          |
| 2008 | Premiile ARIA             | Cel mai bun album (Lessons to Be Learned)          | Câștigat                                          |
| 2008 | Premiile ARIA             | Cel mai bun disc single (Sweet About Me)           | Câștigat                                          |
| 2008 | Premiile Q                | Debutul anului                                     | Nominalizare                                      |
| 2008 | MTV European Music Awards | Debutul anului                                     | Nominalizare (eliminată după restrângerea listei) |
| 2009 | Premiile BRIT 2009        | Cea mai bună cântăreață pe plan internațional      | Nominalizare                                      |
| 2009 | Premiile Echo             | Cel mai bun debut internațional                    | Nominalizare                                      |
| 2009 | Festivalul Sopot 2009     | Cel mai bun interpret                              | Câștigat                                          |
| 2010 | Premiile ARIA             | Cel mai popular disc single (On a Mission)         | Nominalizare                                      |